# Bœuf Fermier Aubrac (marque de viande)
Pour les articles homonymes, voir BFA.
Bœuf Fermier Aubrac (BFA) est une marque de certification exploitée dans le cadre d'une filière de production agricole française de bovins de race aubrac et de leur transformation industrielle en viande bovine. 
Le mode d'obtention de cette viande doit suivre les critères minimum enregistrés dans un cahier des charges attaché à un Label rouge obtenue en 1999. 

## Généralités sur la race bovine aubrac

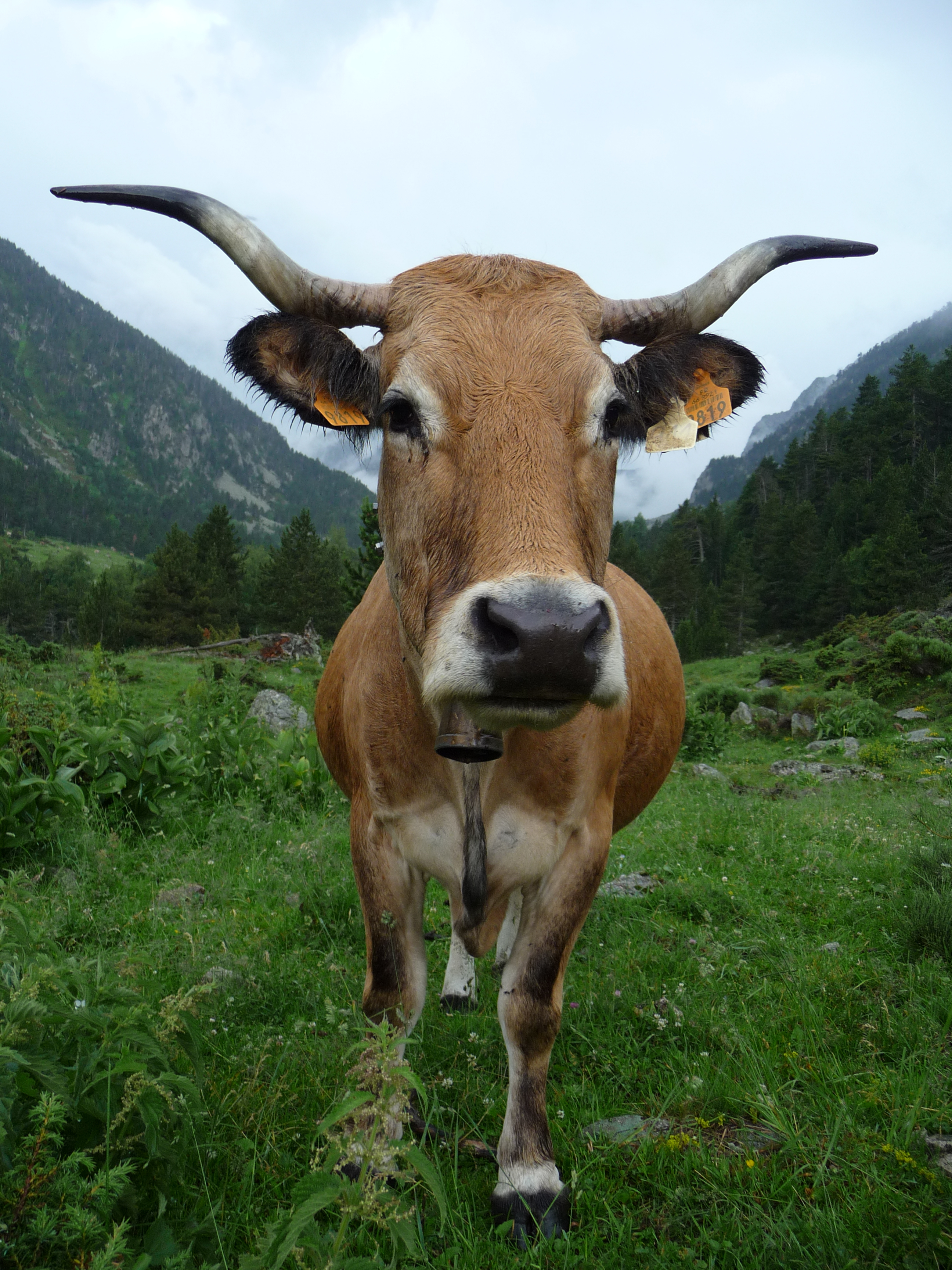
Une vache de race aubrac dans les Pyrénées

À l'origine, la race bovine aubrac a été élevée et sélectionnée sur le plateau de l'Aubrac pendant des siècles par des moines; elle s'est forgé une rusticité digne de la rudesse du climat de ce plateau. 
Elle porte une robe froment, allant du blond au brun-café chez les taureaux. Elle a des yeux cerclés de noir qu'on dirait maquillés de khôl, ce qui fait dire à Daniel Crozes à son propos, la belle aux yeux noirs.

## Méthode d'obtention de la viande de marque Bœuf Fermier Aubrac
- La production : Tout éleveur ou entreprise d'élevage de bovin de race aubrac installé en France peut se regrouper au sein de l'Association Bœuf Fermier Aubrac dans le but de produire des bêtes pour la filière BFA[1]. Ils devront respecter un cahier des charges et être contrôlé par un organisme de certification. Les bovins (génisses, vaches, bœufs), obligatoirement de race aubrac, seront nés, élevés et engraissés au sein de leurs structures agricoles qui devront être situées à 800 m d'altitude au minimum. Dans l'alternative, le bétail devra pratiquer la transhumance à plus de 800 m d'altitude pendant 4 mois minimum.

- La transformation : l'industrie agroalimentaire prend le relais. Les abattoirs Bigard traitent dans un premier temps les bovins de la filière. Les carcasses ainsi obtenues reçoivent la marque commerciale « Bœuf Fermier Aubrac ». Dans un deuxième temps, celles-ci sont transformées en ateliers de découpe semi-industriels (notamment les établissements Maison Conquet).

## Citations
- Pour l'INAO Le signe Label rouge assure un « niveau de qualité supérieur par rapport aux autres produits similaires habituellement commercialisés »[2].
- L'Association Bœuf Fermier Aubrac décrit le produit obtenu comme « une viande de qualité en conciliant, traditions, bien être animal, valorisation des territoires et respect du consommateur[3]. ».

## Sources